# جوایز مستره ماتئو

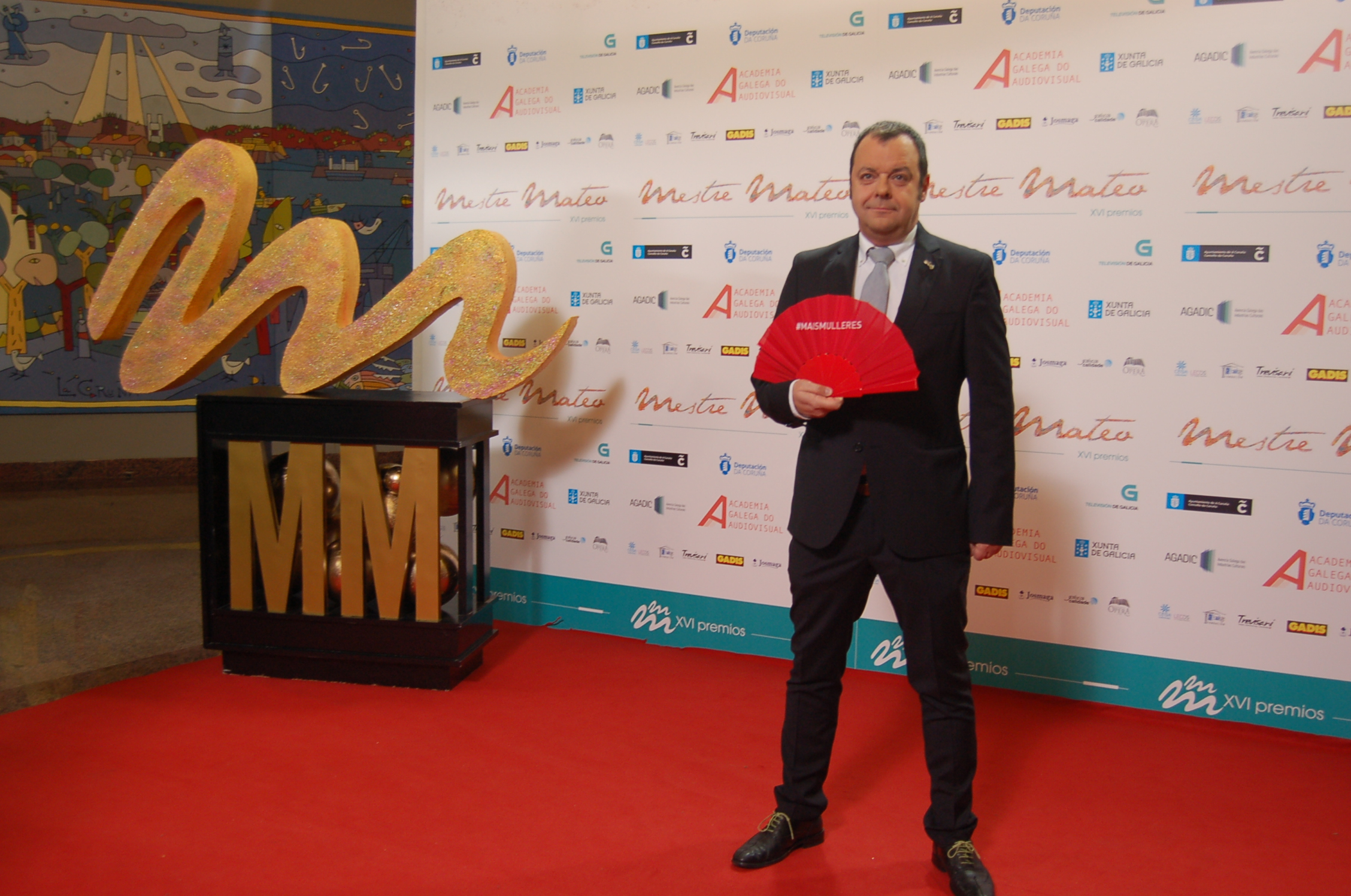
مراسم جوایز مستره ماتئو، ۲۰۱۷

جوایز مِستره ماتئو (گالیسی: Premios Mestre Mateo) اصلی‌ترین جوایز سینمایی در بخش خودمختار گالیسیا است که هر سال برگزار می‌شود. این جوایز در سال ۲۰۲۲ توسط «آکادمی سمعی-بصری گالیسیا» بنیان نهاده شد. تندیس اهداشده در این مراسم از تندیسی در کلیسای جامع سانتیاگو ده کومپوستلا اثر مجسمه‌ساز اسپانیایی «مِستره ماتئو» (به معنای «استاد ماتئو») الهام گرفته شده است.